# Leptanilla indica

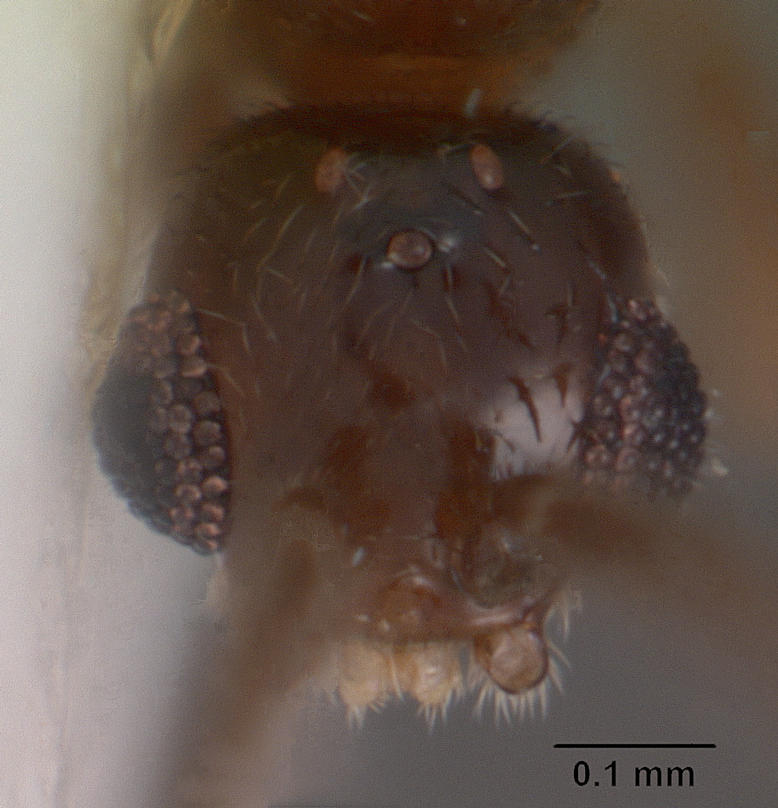
Крылатый самец Yavnella indica, голова спереди

Leptanilla indica (лат.) — вид мелких муравьёв рода Leptanilla из подсемейства Leptanillinae (Formicidae). Индия.

## Распространение
Эндемик Южной Азии: Индия (Calicut Univ. area, Kerala).

## Описание
Мелкого размера муравьи коричнево-чёрного цвета (известен только по самцам, длина которых от 1,6 до 1,7 мм). Близок к виду Yavnella argamani (Израиль), отличаясь строением гениталий, а также тем, что членики усика короче, оцеллии менее возвышены на голове, передние бёдра немного изогнуты. Нижнегубные и нижнечелюстные щупики состоят из одного членика. Глаза крупные, все три оцеллия развиты, ноги длинные. Голова с глазами шире своей длины. Жвалы короткие, беззубые. Усики самцов нитевидные, 13-члениковые. Скапус усиков очень короткий (короче головы). Крылья самцов развиты, но жилкование редуцированное (есть только две ячейки). Стебелёк между грудкой и брюшком у самцов состоит из одного узловидного членика петиоля (у рабочих как и у других видов подсемейства — предположительно из двух члеников (петиоль и постпетиоль). Средние и задние ноги с двумя голенными шпорами. Вид был описан в 1987 году израильским мирмекологом Иегошуа Куглером (Jehoshua Kugler, Department of Zoology, The George S. Wise Faculty of Life Sciences, Tel Aviv University, Тель-Авив, Израиль) по крылатым самцам; рабочие и матки не обнаружены.

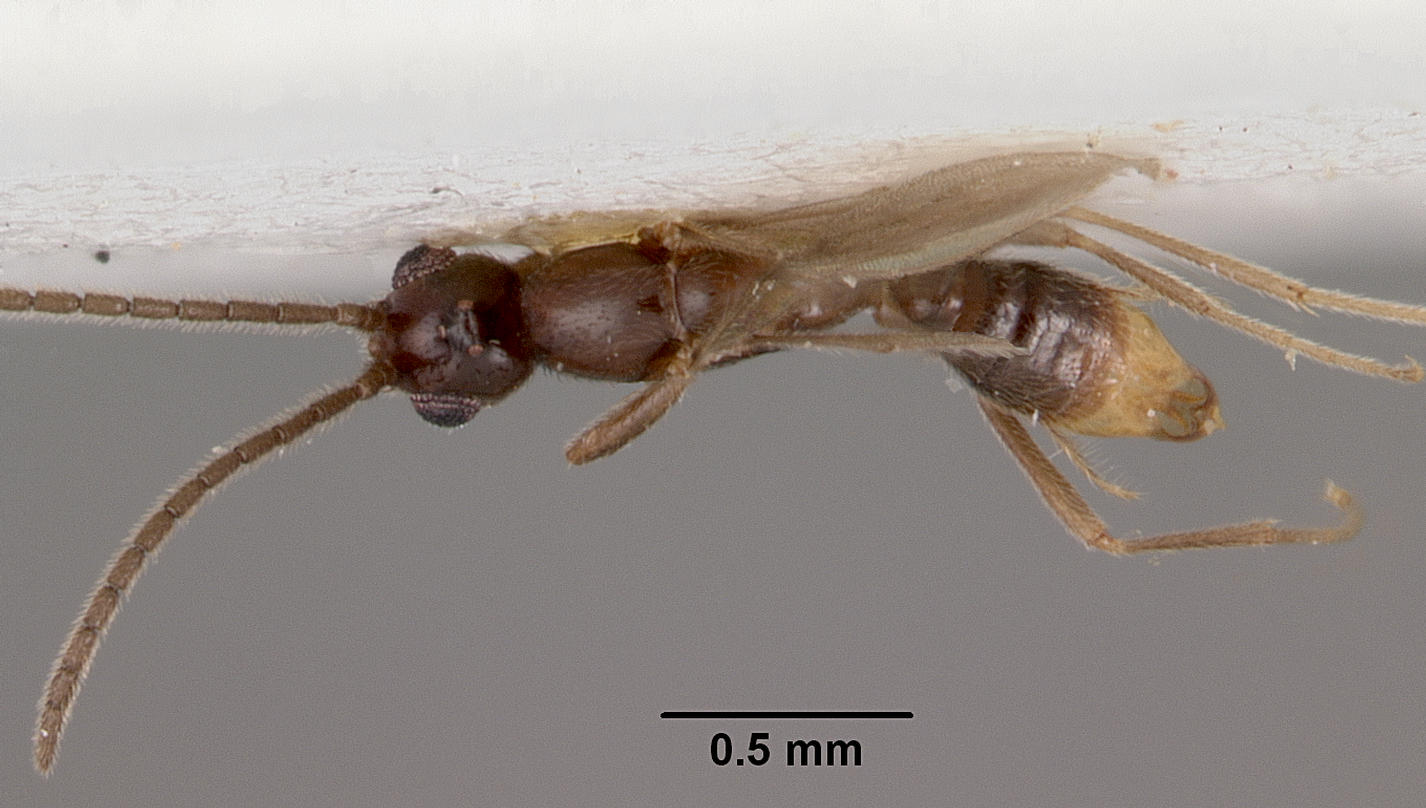
Вид сверху